# Editură de jocuri video
Un editor de jocuri video este o companie care lansează jocuri video,  realizate în interiorul companiei sau de alte companii.